# Aleksandre Mircchulawa
Aleksandre Mircchulawa (gruz. ალექსანდრე მირცხულავა, ur. 1911 we wsi Pirweli, zm. w czerwcu 2009 w Tbilisi) – radziecki i gruziński polityk, przewodniczący Rady Komisarzy Ludowych/Rady Ministrów Abchaskiej Autonomicznej SRR w latach 1943-1948, I sekretarz KC Komunistycznej Partii Gruzji w 1953.

## Życiorys
Od 1932 był członkiem WKP(b), działaczem Komsomołu, do 1938 był kolejno sekretarzem komitetów rejonowych Komsomołu w Mcchecie i Tbilisi, w latach 1938–1941 I sekretarzem KC Komsomołu Gruzińskiej SRR. W latach 1941–1943 II sekretarz Abchaskiego Komitetu Obwodowego WKP(b), od maja 1943 do czerwca 1947 (formalnie do kwietnia 1948) przewodniczący Rady Komisarzy Ludowych, później Rady Ministrów Abchaskiej ASRR. W latach 1947–1950 studiował w Wyższej Szkole Partyjnej przy KC WKP(b). Od 1950 inspektor KC WKP(b), następnie do marca 1952 przewodniczący głównego przedsiębiorstwa paliw torfowych Gruzińskiej SRR „Gruztorf”, później aresztowany, zwolniony 10 kwietnia 1953. Już 4 dni po zwolnieniu Plenum KC Komunistycznej Partii Gruzji wybrało go I sekretarzem KC tej partii. Stanowisko to pełnił do 20 września 1953. W latach 1937–1946 był deputowanym do Rady Najwyższej ZSRR.

## Odznaczenia
- Order Lenina
- Order Czerwonego Sztandaru Pracy
- Order Czerwonej Gwiazdy